# 일요진단의 에피소드 목록 (2000년)
아래는 한국방송공사 KBS 1TV에서 시사대담 시사대담 프로그램으로 방송 중인 《일요진단》의 2000년 에피소드 목록을 나열한다.

## 에피소드
| 회차 | 방송일    | 제목 (원제)                              |
| ---- | --------- | ---------------------------------------- |
| 59회 | 6월 25일  | 금융시장 경색 해소방안 없나              |
| 60회 | 7월 2일   | 새 총리에게 듣는다                       |
| 61회 | 7월 9일   | 은행 구조조정 제대로 되나                |
| 62회 | 7월 16일  | 통합농협, 앞으로의 과제는                |
| 63회 | 7월 30일  | 새천년 한국관광 도약의 길은              |
| 64회 | 8월 6일   | 남북한 협력외교시대 열리나               |
| 65회 | 8월 13일  | 의약분업 파행 막을 길 없나?              |
| 66회 | 8월 20일  | 서울시정 개혁 어디까지 왔나              |
| 67회 | 8월 27일  | 새 경제팀 경제현안 해법은                |
| 68회 | 9월 3일   | 방송·통신산업 도약의 길은                |
| 69회 | 9월 10일  | 농작물 재해 예방보상 대책은              |
| 70회 | 9월 17일  | 남북경제 공동번영의 길은                 |
| 71회 | 9월 24일  | 경색정국 해법 없나                       |
| 72회 | 10월 1일  | 경색정국 해법 없나                       |
| 73회 | 10월 15일 | 21세기 아시아·유럽 공동번영의 길은       |
| 74회 | 10월 22일 | 지방자치 문제없나                        |
| 75회 | 10월 29일 | 전자상거래 시대의 소비자 정책            |
| 76회 | 11월 5일  | 위기의 경제 무엇이 문제인가              |
| 77회 | 11월 12일 | 2002월드컵 앞으로 1년반                  |
| 78회 | 11월 19일 | 전력산업 구조개편 문제없나               |
| 79회 | 11월 26일 | 농가부채 해법없나                        |
| 80회 | 12월 3일  | 하나의 아시아로 가는길                   |
| 81회 | 12월 10일 | 한국경제 활로는 없는가                   |
| 82회 | 12월 17일 | 외국관광객 500만시대-관광산업도약의 길은 |
| 83회 | 12월 24일 | 한국경제 회생의길은 무엇인가             |